# Стафіда борнейська
Стафі́да борнейська (Staphida everetti) — вид горобцеподібних птахів родини окулярникових (Zosteropidae). Ендемік Калімантану. Вид названий на честь британського колоніального службовця і колекціонера Альфреда Харта Еверетта.

## Поширення і екологія
Борнейські стафіди живуть в гірських і рівнинних тропічних лісах Калімантану на висоті від 100 до 2800 м над рівнем моря. Це досить поширений вид птахів в межах свого ареалу.